# Военно-морские силы Болгарии
Военно-морские силы Болгарии (болг. Военноморски сили на България) — один из видов Вооружённых сил Республики Болгарии.

## История

### 1879—1914

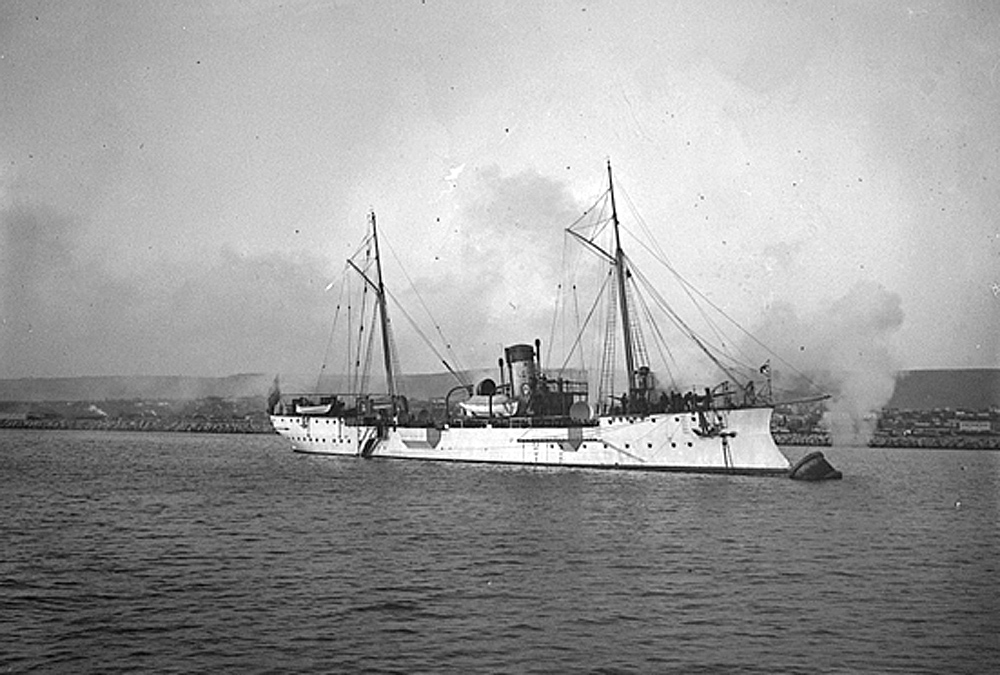
Крейсер болгарского флота «Надежда»

В начале августа 1879 года Российская империя передала Болгарии штаб и плавсредства русской Дунайской флотилии, ещё три катера болгарской стороне передало инженерное ведомство. В результате, 12 августа 1879 года в городе Русе была создана болгарская Дунайская военная флотилия численностью 9 офицеров и 58 унтер-офицеров и матросов, в состав которой вошли пароходы «Опыт», «Горный Студенъ», «Породимъ» и «Взрыв», шхуна «Келасура», катера «Птичка», «Олафчик», «Варна», «Ракета», «Мотала», «Фардинг» и «Бавария».
В январе 1881 года в Русе было открыто Морское училище (ставшее первым техническим учебным заведением в стране), в котором началась подготовка кадров для военно-морских сил.
В мае 1883 года в состав флота была передана яхта «Александр I» французской постройки.
Также, в 1883 году в Русе при Морской части были созданы библиотека и музей флота.
В 1884 году Дунайская флотилия получила две 16-тонные миноноски («Бычок» и «Черепаха»), которые использовались в качестве патрульных катеров до середины 1930-х годов.
В ходе сербско-болгарской войны 1885 года болгарский катер «Мотала» захватил два судна противника.
В 1889 году для защиты Варны в составе военно-морских сил была создана артиллерийская часть (на вооружении которой имелось пять русских 65-мм орудий и пять десятиствольных картечниц).
В 1892 году правительством Болгарии было создано государственное торговое пароходство («Болгарское торговое пароходное дружество»). Первые два корабля для пароходства (пароходы «Болгария» и «Борис») были построены в Англии под военным наблюдением (что свидетельствовало о намерении при необходимости использовать их в военных целях).
По состоянию на начало 1895 года военно-морские силы страны насчитывали 443 человека (17 офицеров, 8 мичманов, 8 инженеров и техников и 408 человек нижних чинов), три канонерки, две миноноски, княжескую яхту, 5 транспортных катеров и 5 иных вспомогательных судов.
В 1896 году началось сближение Болгарии и Франции, в Болгарию был направлен первый французский специалист Поль Морон, который имел задачу подготовить условия для создания болгарского военно-морского флота. Французская военно-морская миссия действовала в Болгарии с 1897 по 1908 год, её возглавил офицер Поль Пишон, дослужившийся до чина капитана І ранга в болгарском флоте, он же был и его командующим.
В 1897 году в Варне были созданы морская часть и флотский арсенал.
13 января 1899 года Дунайская флотилия и Морская часть были объединены в Военно-морской флот со штабом в городе Варна.
В 1900 году по проекту французских инженеров в Бордо была построена мореходная канонерская лодка «Надежда», числившаяся в болгарском флоте как «крейсер». В том же году в Варну было переведено Морское училище.
В период до 1902 года на обучение в мореходные классы Российской империи были направлены 29 болгар, 13 из них после завершения обучения стали офицерами болгарского военно-морского флота.
В 1911 году флот Болгарии состоял из Дунайской флотилии (управление в Рущуке, 2 старых миноносца, 4 паровых катера, 2 транспорта, 1 яхта, 1 парусный корабль, 4 баржи и 14 понтонов) и Черноморской флотилии (управление в Варне, крейсер «Надежда», шесть 97-тонных миноносцев, 1 электрический катер, 6 паровых катеров, 1 паровая яхта, 1 парусная яхта и 3 понтона для установки мин); береговая оборона состояла из 4 батарей с 8 орудиями. Непосредственно перед Балканской войной 1912 года началась модернизация флота, на крейсере «Надежда» была установлена мощная радиостанция, которая во время боевых действий глушила радиосвязь осаждённой турецкой Адрианопольской крепости с главным командованием в Стамбуле. После начала войны береговая оборона была усилена за счёт 13 батарей полевой артиллерии из состава Видинского и Шуменского крепостного батальона. Кроме того, было произведено минирование Варненского залива, здесь было устроено минное заграждение из 214 морских мин.
8 октября 1912 года болгарская батарея береговой обороны (два 240-мм орудия «Шнайдер» обр. 1907 г. французского производства), установленная для защиты порта Варна, открыла огонь по приближавшемуся к порту турецкому крейсеру «Меджидие», вынудив его отступить.
21 ноября 1912 года отряд из четырёх миноносцев ВМФ Болгарии одержал первую морскую победу — миноносец «Дръзки» нанёс серьёзные повреждения турецкому крейсеру «Хамидие».
Корабли болгарского торгового пароходства в ходе первой Балканской войны использовались для снабжения болгарских войск в Восточной Фракии продовольствием, фуражом, горючим и боеприпасами. Наиболее значимым был вклад парохода «Варна» (капитан В. Филев), который доставлял продовольствие и фураж в порт Деде-Агач, чем способствовал успеху действий 4-й болгарской армии на Галлиполийском полуострове.
В межвоенный период (после окончания второй Балканской войны в 1913 году и до вступления Болгарии в Первую мировую войну в 1915 году) военно-морские силы Болгарии несколько раз выполняли траление морских мин

### Первая мировая война
По состоянию на начало 1915 года военно-морские силы Болгарии состояли из одного дивизиона малых миноносцев (шесть малых миноносцев типа «Дерзкий») и одного учебного судна.
25 мая 1915 года в строй вступила первая подводная лодка немецкой постройки — UB-18 («Подводник № 18»).
1 (14) октября 1915 года Болгария вступила в первую мировую войну на стороне блока Центральных держав, в этот же день болгарские пограничники арестовали русский колёсный пароход «Белград», перевозивший продовольствие в Сербию (позже он был вооружён 37-мм пушкой и включён в состав болгарского флота под названием «Варна»).
После того, как Болгария вступила в войну, в портах Болгарии начали базироваться корабли немецкого военно-морского флота, действовавшие в Чёрном море (в том числе, подводные лодки). В качестве военной помощи немцы передали Болгарии 560 морских мин, которые были выставлены в Варненском заливе и в Бургасском заливе.
Пароход торгового пароходства «Борис» был передан в состав военно-морского флота и переоборудован в минный заградитель.
17 сентября 1916 года подорвался на морских минах и затонул буксир «Варна».
11 ноября 1916 года в районе Варны подорвался на морской мине и затонул болгарский эсминец «Шумни».
4 мая 1917 года на минном заграждении, установленном болгарскими кораблями в Эгейском море подорвался и затонул корабль HMT «Lord Salisbury» военно-морского флота Великобритании.
В сентябре 1918 года болгарский крейсер «Надежда» прибыл в Севастополь для ремонта. Порт в это время находился под контролем союзных Болгарии немецких войск в рамках их интервенции в России. Однако после капитуляции Центральных держав в ноябре 1918 года на смену немецким войскам в город пришли силы Антанты. Новые власти отдали приказ спустить болгарский флаг на трофейном корабле и поднять британский. Это требование англичан вызвало возмущение экипажа, 10 декабря 1918 года команда заявила протест, а 15 декабря 1918 года — подняла восстание, которое возглавил Спас Спасов. Английские солдаты высадились на корабль и разоружили экипаж, после чего болгарские моряки были отправлены в Болгарию. В апреле 1919 года военно-полевой суд приговорил Спасова к расстрелу, а других участников восстания — к различным срокам тюремного заключения. С помощью сочувствующих, Спасов сумел бежать из тюрьмы, но был вынужден скрываться и эмигрировать. Только в 1946 году он вернулся в Болгарию. За участие в событиях 1918 года он был награждён орденом Красного Знамени (посмертно).
После того, как 29 сентября 1918 года в городе Салоники был подписан мирный договор и Болгария капитулировала, по требованию Антанты в составе военно-морского флота Болгарии были оставлены четыре миноносца и шесть катеров, лишённых торпедного вооружения; остальные корабли должны были быть переданы странам Антанты либо уничтожены; подводная лодка была выведена из состава флота и уничтожена.

### 1919—1944
В 1920 году Морское училище было выведено из подчинения военного министерства и переименовано в Морское машинное училище. В этот период в составе преподавателей училища появляются русские белоэмигранты.
1 июля 1920 года в Варне под руководством офицеров флота была создана общественная организация «Български народен морски сговор», занимавшаяся развитием плавания и гребного спорта.
В 1921 году были закуплены два патрульных катера американской постройки, которые 24 октября 1921 года вошли в состав флота под наименованием «Черноморец» и «Беломорец».
По состоянию на 1925 год, в составе военно-морских сил Болгарии насчитывалось 4 малых миноносца и шесть моторных катеров.
В 1936 году был выведен из состава флота и сдан на слом патрульный катер «Христо Ботев», в 1938 году — патрульный катер «Васил Левский».
В сентябре 1937 года Болгария участвовала в работе конференции по проблемам Средиземноморья, проходившей в швейцарском городе Нион и 14 сентября 1937 года подписала соглашение о мерах борьбы с пиратскими действиями подводных лодок.
В начале июня 1938 года правительство Великобритании официально согласилось продать Болгарии несколько торпедных катеров английской постройки.
31 августа — 1 сентября 1938 года болгарский военно-морской флот провёл первые учения по высадке морского десанта (в ходе которых мобилизованный в состав флота пароход «Княгиня Мария-Луиза» Болгарского торгового пароходства выгрузил на черноморское побережье солдат 24-го пехотного полка с батареей 75-мм орудий и 30 лошадьми).
В 1938 году было подписано соглашение о строительстве в Германии трёх 56-тонных торпедных катеров:
- в 1938 году на немецкой верфи «Fr. Lürssen Jacht-und Bootswerft m.b.H.» в Бремен-Вегезаке были заказаны и в 1939 году — построены и переданы Болгарии два торпедных катера типа «Люрсен» (S-2 «Lürssen»), которые были введены в строй военно-морских сил Болгарии под наименованием «Торпеден катер № 1» и «Торпеден катер № 2».
- в 1939 году на немецкой верфи «Fr. Lürssen Jacht-und Bootswerft m.b.H.» в Бремен-Вегезаке был построен торпедный катер № 12740 типа «Люрсен», который 17 августа 1939 года был передан Болгарии. В связи с началом Второй мировой войны, доставка катера из Германии в Болгарию была затруднена, поэтому только в июле 1941 года катер, прибывший в порт Варна был официально введен в строй военно-морских сил Болгарии под наименованием «Торпеден катер № 3».

В 1940 году немцы начали переоборудование портов Варна и Бургас для размещения боевых кораблей.
В этот период в составе военно-морского флота Болгарии имелось 4 эсминца типа «Дерзкий», 5 торпедных катеров и 6 речных судов; кроме того, была предусмотрена возможность мобилизации 14 торговых судов.
После оккупации Голландии в мае 1940 года Германия продала Болгарии шесть недостроенных торпедных катеров, захваченных в районе Роттердама.
1 марта 1941 г. в Вене были подписаны документы о присоединении Болгарии к пакту «Рим — Берлин — Токио», в соответствии с которым Болгария разрешила размещение немецких воинских частей на территории Болгарии.
2 марта 1941 года немецкие войска были введены на территорию Болгарии. В дальнейшем, в болгарских портах базировались корабли немецкого военно-морского флота.
24 апреля 1941 года министр иностранных дел Болгарии Иван Попов и немецкий дипломат Карл Клодиус подписали секретное соглашение между Германией и Болгарией («договор Клодиус — Попов»), в соответствии с которым Болгария обязалась взять на себя расходы по содержанию немецких войск в Болгарии.
После оккупации Югославии в апреле 1941 года Германия продала Болгарии две трофейные баржи, которые вошли в состав болгарского военно-морского флота под наименованием «Свищов» и «Дунав».
В 1942 году Морское училище было преобразовано в высшее военно-учебное заведение и переименовано в Военно-морское училище Морских войск Его Величества.
После капитуляции Италии, 30 октября 1943 года в распоряжении болгарских войск оказались два сторожевых катера типа «Граничар», ранее принадлежавших итальянским оккупационным силам (бывшие сторожевые катера военно-морского флота Югославии «Стражар» и «Граничар»), которые были включены в состав Охридской морской патрульной группы.
Кроме того, в период с начала войны до августа 1944 года в Болгарии были построены и введены в состав флота шесть катеров-тральщиков типа МЧК.
26 августа 1944 года командование немецких войск в Болгарии отдало приказ о создании из немецких воинских частей в Варне и Русе двух боевых групп и приведении их в боевую готовность «на случай антинемецких выступлений в Болгарии».
К началу сентября 1944 года в составе военно-морских сил Болгарии насчитывалось 80 боевых и вспомогательных судов.
2 сентября 1944 года Военный совет Черноморского флота утвердил план действий против немецких сил в портах Варна и Бургас, в соответствии с которым подводные лодки, торпедные катера и авиация флота должна была блокировать находившиеся в портах немецкие корабли в Варне и Бургасе, и при поддержке огня корабельной артиллерии высадить в порты десант морской пехоты. Но проведения операции не потребовалось в связи с выходом Болгарии из войны (в портах были высажены только небольшие десантные партии с самолётов «каталина» 18-й отдельной авиаэскадрильи морской авиации Черноморского флота, которые не встретили сопротивления).
После присоединения Болгарии к антигитлеровской коалиции в сентябре 1944 года, болгарская военная флотилия в Русе обеспечила транспортировку по Дунаю танков советского танкового корпуса (для транспортировки использовали портовые буксиры и 18 барж с настилом из брёвен); корабли минно-тральной группы болгарского военно-морского флота (тральщики «Емона», «Несебър» и «Балик»; три МЧК; учебный корабль «Асен», мобилизованные парусники «Царь Борис» и «Устрем» и др.) участвовали в разминировании русла реки Дунай и акватории Чёрного моря (разминирование было завершено в 1948 году). При проведении разминирования болгарские корабли протралили 34670 км и уничтожили 94 морские мины, потери военно-морских сил Болгарии составили три моряка погибшими.

### 1945—1990
В 1946—1947 годах СССР передал Болгарии один старый эсминец «Железняков» типа Фидониси, два больших охотника проекта 122а, шесть морских охотников ОД-200 и три малые подводные лодки типа «М», в СССР началась подготовка кадров для болгарского флота.
В 1947 году началось издание военно-морского журнала «Морски преглед».
10 февраля 1947 года был подписан Парижский мирный договор, в соответствии с которым численность ВМС Болгарии была ограничена 3500 человек, а тоннаж — водоизмещением 7250 тонн. Строительство или покупка торпедных катеров и подводных лодок, а также производство контактных морских мин и торпед были запрещены.
В 1948 году в состав военно-морского флота была включена гидрографическая служба.
Весной 1950 года СССР передал в состав болгарского флота эсминец «Георгий Димитров» проекта 30-К.
В 1951 году по просьбе правительства Болгарии траление территориальных вод Болгарии провели четыре тральщика 1-го Бургасского дивизиона сторожевых кораблей и тральщиков ЧФ СССР (в составе команд которых находились болгарские военные моряки: штурман лейтенант Дмитрий Димов и минёр Атанас Атанасов), в ходе траления были вытралены 9 болгарских морских мин Второй мировой войны (две из которых были деактивированы и переданы в музей ВМФ Болгарии, а остальные — уничтожены).
4 — 11 сентября 1956 года в Москве прошли советско-болгарско-румынские переговоры, которые завершились подписанием 11 сентября 1956 года соглашения о сотрудничестве аварийно-спасательных служб СССР, Болгарии и Румынии при спасении человеческих жизней и оказании помощи судам и самолётам, терпящим бедствие на Чёрном море.
В 1957 году из СССР были получены восемь торпедных катеров проекта 123К (которые оставались на вооружении до 1985 года).
Также, в 1957 году болгарский эсминец «Георгий Димитров» совершил поход в Албанию, став первым в истории боевым кораблем болгарского флота, прошедшим через черноморские проливы и Мраморное море.
10-15 мая 1969 года отряд кораблей болгарских ВМС (сторожевые корабли «Дръзки» и «Смели» проект 50, а также минные тральщики № 21 и № 22) вышел в Средиземное море.
29 марта 1976 года в состав флота вошло гидрографическое судно «Адмирал Бранимир Орманов».
С начала 1987 года НРБ расширила границы своей исключительной экономической зоны в Чёрном море до 200 морских миль.
В 1989 году СССР передал Болгарии сторожевой корабль проекта 1159, который получил название «Смелый» и стал флагманом болгарских ВМС.

### После 1990 года
19 августа 1991 года Военно-морской флот Народной Республики Болгарии был преобразован в Военно-Морские силы Болгарии.
С 2001 года входят в состав Черноморской военно-морской группы оперативного взаимодействия (BLACKSEAFOR).
По состоянию на 2004 год, военно-морские силы Болгарии насчитывали 5 тыс. военнослужащих, 24 боевых корабля, 8 катеров, 7 вертолётов и батареи береговой обороны.
29 марта 2004 года Болгария вступила в блок НАТО.
С 10 октября до 15 декабря 2006 болгарский фрегат «Дръзки» в составе миротворческих сил ООН участвовал в операции «UNIFIL MAROPS» в Средиземном море.
По состоянию на 2011 год, военно-морские силы Болгарии насчитывали 3471 военнослужащих.
- в составе флота насчитывалось: одна дизель-электрическая подводная лодка проекта 633; три фрегата класса «Вилинген»; один сторожевой корабль проекта 1159; один малый ракетный корабль проекта 1241.1М; два малых противолодочных корабля проекта 1241Р; три ракетных катера проекта 205; девять патрульных катеров проекта 1400М; три патрульных катера типа «Нойштадт»; два тральщика проекта 257Д; три тральщика проекта 12650; три тральщика проекта 1259; один тральщик класса «Tripartite»; шесть минных заградителей; один средний десантный корабль проекта 770; один малый десантный корабль проекта 106К; шесть десантных катеров, два танкера, три гидрографических судна, одно спасательное судно и 8 иных вспомогательных судов[32].
- в авиации военно-морских сил насчитывалось 260 человек и шесть вертолётов Ми-14ПЛ[32];
- в составе береговых войск насчитывалось: два полка береговой обороны[32].

29 марта 2011 Болгария присоединилась к военной операции НАТО против Ливии — в состав сил НАТО, осуществлявших морскую блокаду Ливии был направлен фрегат «Дръзки» (160 военнослужащих: команда корабля и 12 боевых пловцов).
3 августа 2018 года США передали по программе военной помощи четыре надувные моторные лодки (три 7-метровых RHIB и одну 10-метровую FPB-M).

## Организационная структура
В мирное время ВМС Болгарии организационно включают в себя Главный штаб ВМС, и непосредственно подчинённые ему части и подразделения, и три соединения.
Главный штаб ВМС Болгарии (болг. Главен щаб на ВМС)
- ВМБ Варна (болг. ВМБ Варна)
  - Командование ВМБ Варна
  - 1-й дивизион патрульных кораблей (болг. 1 Дивизион патрулни кораби)
  - 2-й Береговой ракетный дивизион (болг. 2 брегови ракетен дивизион)
  - 3-й дивизион минно-тральных кораблей (болг. 3 Дивизион минно-трални кораби)
  - 18-й дивизион вспомогательных кораблей (болг. 18 Дивизион спомагателни кораби)
  - Части поддержки
  - Склад
- ВМБ Бургас (болг. ВМБ Бургас)
  - Командование ВМБ Бургас
  - 4-й дивизион патрульных кораблей (болг. 4 Дивизион патрулни кораби)
  - 6-й дивизион минно-тральных кораблей (болг. 6 Дивизион минно-трални кораби)
  - 96-й дивизион вспомогательных кораблей (болг. 96 Дивизион спомагателни кораби)
  - Части поддержки
  - Склад
- Отдельная морская вертолётная авиабаза «Чайка» (болг. Отделна морска вертолетнa авиобаза «Чайка»)
- Отдельная морская вертолётная эскадрилья (болг. Отделна морска вертолетна ескадрила)
- 63-й морской специальный разведывательный отряд «Черноморские акулы» (болг. 63ти Морски специален разузнавателен отряд «Черноморски акули»)AS565 Panther

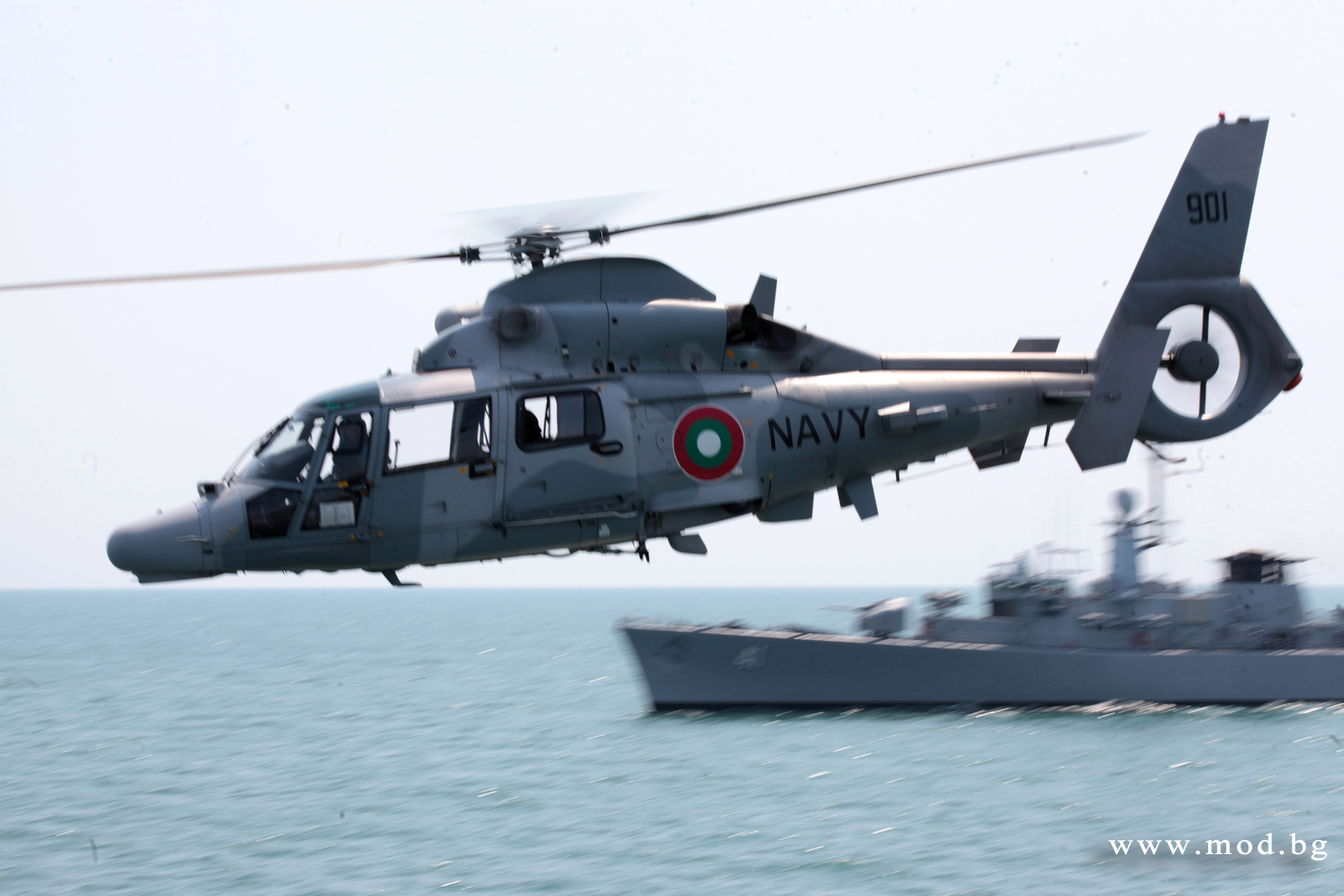
AS565 Panther

- Береговой дивизион противокорабельных ракет (болг. Брегови дивизион противокорабни ракети)
- Береговая артиллерийская батарея (болг. Брегова артилерийска батарея)
- Инженерно-сапёрный батальон (болг. Инженерно-сапьорен батальон)
- Узел радиосвязи (болг. Радиокомуникационен възел)
- Главный склад ВМС Болгарии (болг. Складове на ВМС)
- Склад боеприпасов ВМС Болгарии (болг. Складове за боеприпаси на ВМС)
- Гидрографическая и маяковая служба (болг. Хидрографска и фарова служба)
- Высшее военно-морское училище имени Николы Вапцарова (болг. Висше военно-морско училище «Никола Йонков Вапцаров»)

## Пункты базирования
- ВМБ Варна
- ВМБ Бургас

## Боевой состав

### Флот

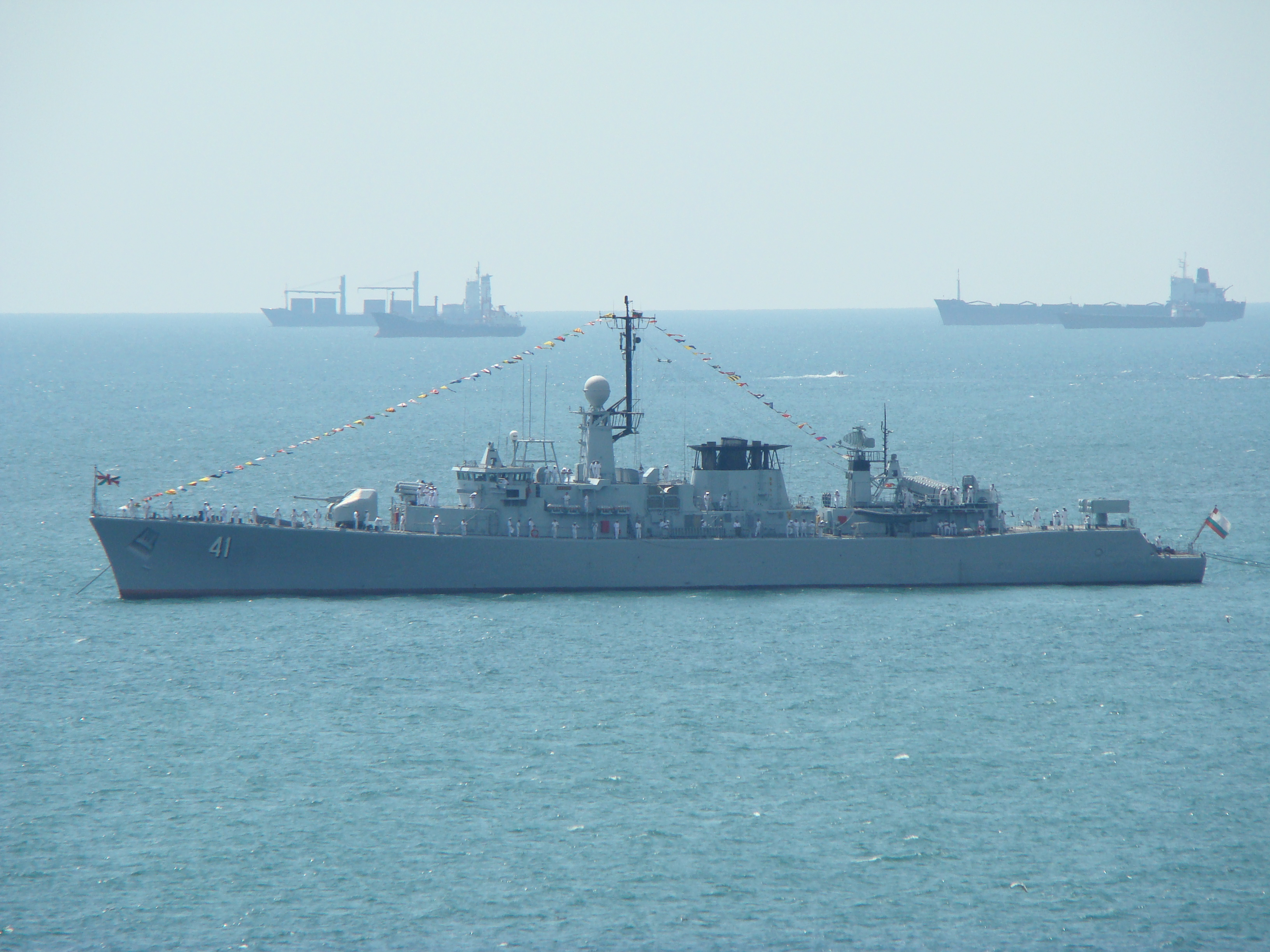
фрегат «Дръзки»

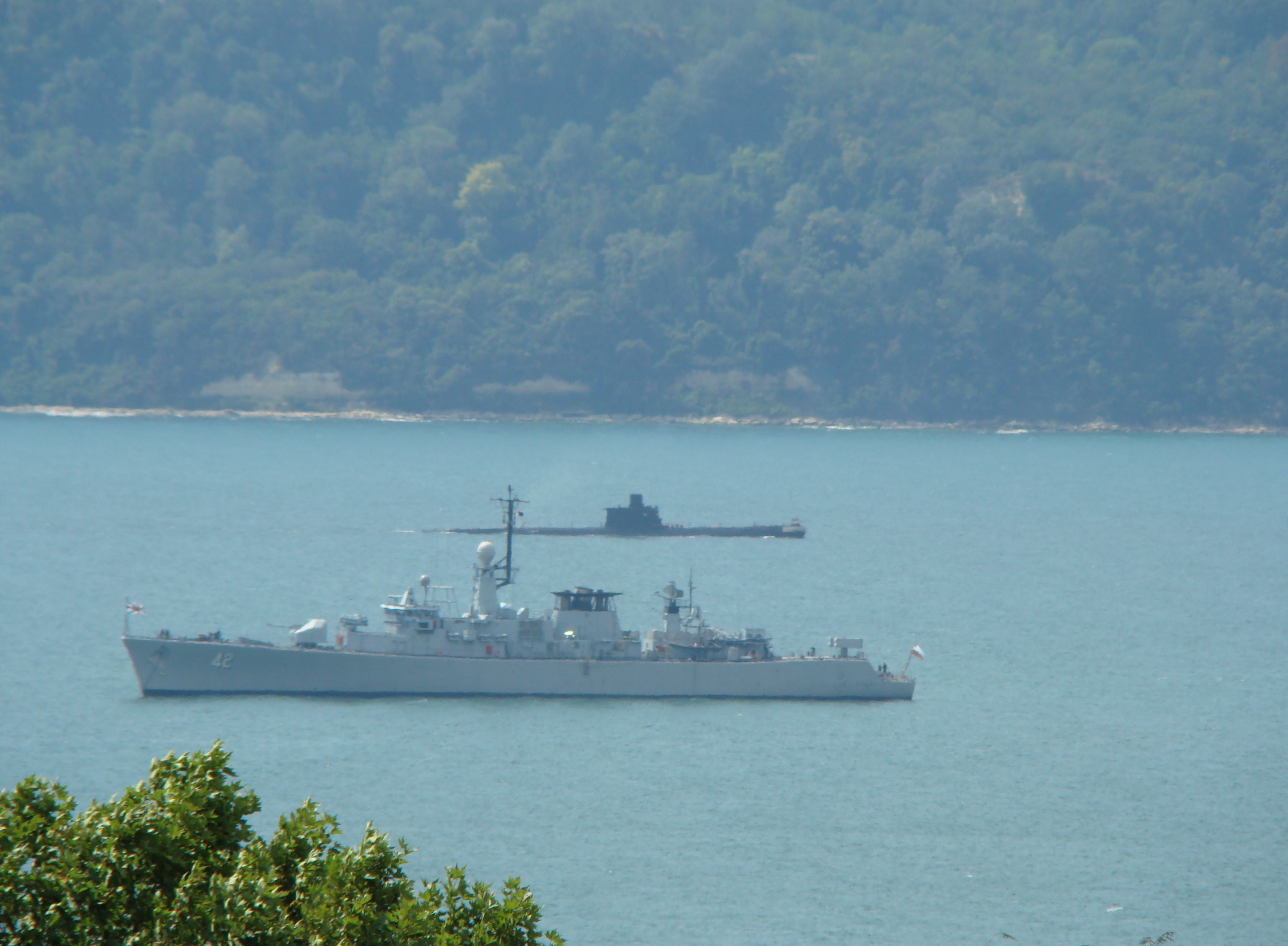
фрегат «Верни»

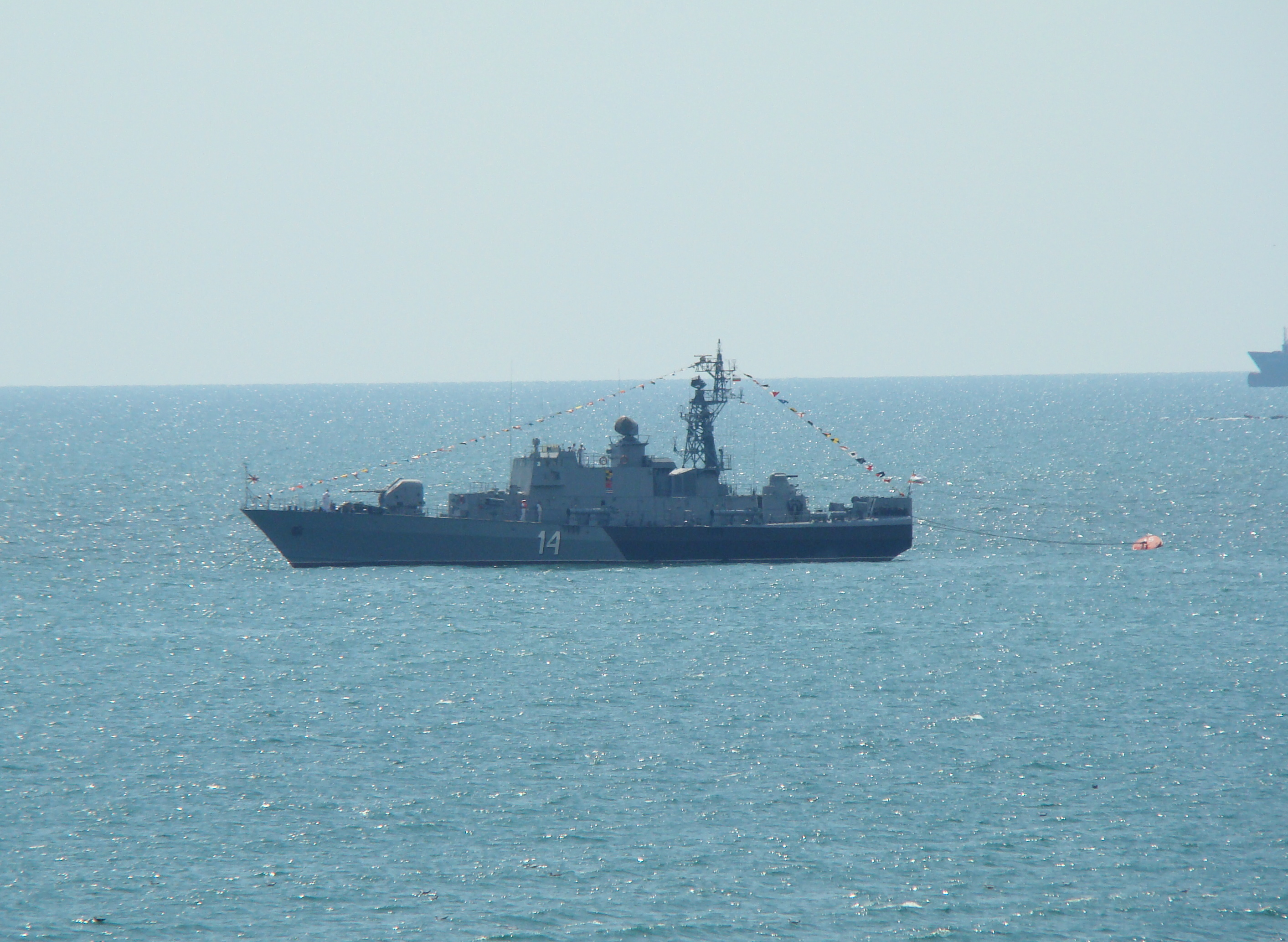
корвет «Бодри»

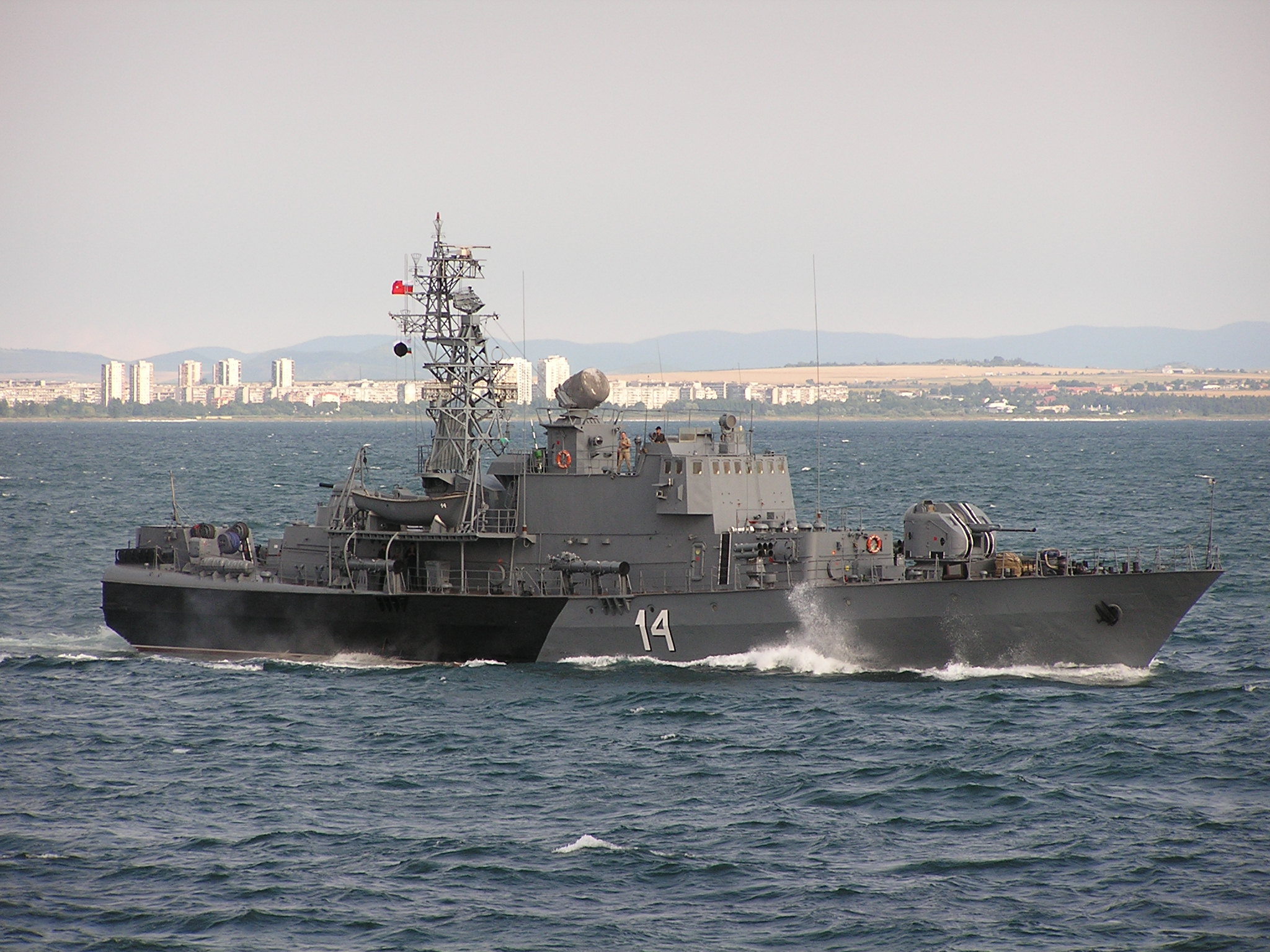
корвет «Бодри»

| Тип                                         | Борт. № | Наименование | В составе флота | Состояние | Примечания                 |
| Фрегаты                                     | Фрегаты | Фрегаты      | Фрегаты         | Фрегаты   | Фрегаты                    |
| ------------------------------------------- | ------- | ------------ | --------------- | --------- | -------------------------- |
| фрегат типа «Вилинген»                      | 41      | «Дръзки»     | с 02.11.2005    | в строю   | бывший «Ванделаар» (F912)  |
| фрегат типа «Вилинген»                      | 43      | «Горди»      | с 04.02.2008    | в строю   | бывший «Вестдип» (F911)    |
| фрегат типа «Вилинген»                      | 42      | «Верни»      | с 12.02.2009    | в строю   | бывший «Вилинген» (F910)   |
| Корветы                                     |         |              |                 |           |                            |
| сторожевой корабль проекта 1159             | 11      | «Смели»      | с 22.12.1989    | в строю   | бывший СКР «Дельфин» (696) |
| малый противолодочный корабль проекта 12412 | 13      | «Решителни»  | с 01.03.1989    | в строю   | бывший МПК-46              |
| малый противолодочный корабль проекта 12412 | 14      | «Бодри»      | с 04.02.1992    | в строю   | бывший МПК-124             |
| Ракетные катера                             |         |              |                 |           |                            |
| ракетный катер проекта 1241.1Т              | 101     | «Мълния»     | с 15.12.1990    | в строю   | бывший Р-256               |
| ракетный катер проекта 205                  | 102     | «Ураган»     | с 07.02.1977    | в строю   | бывший Р-169               |
| ракетный катер проекта 205                  | 104     | «Светкавица» | с 25.01.1982    | в строю   | бывший Р-496               |
| Тральщики                                   |         |              |                 |           |                            |
| базовый тральщик проекта 1265               | 61      | «Бриз»       | с 14.12.1981    | в строю   | бывший БТ-45               |
| базовый тральщик проекта 1265               | 62      | «Шквал»      | с 07.12.1983    | в строю   | бывший БТ-1064             |
| базовый тральщик проекта 1265               | 63      | «Прибой»     | с 07.12.1983    | в строю   | бывший БТ-99               |
| минный тральщик типа «Трипартит»            | 32      | «Цибър»      | с 02.03.2003    | в строю   | бывший «Мйозотис» (M922)   |
| Вспомогательные корабли                     |         |              |                 |           |                            |
| учебный корабль                             | 421     | нет          | с 03.04.1997    | в строю   | бывший «Димитър Благоев»   |
| танкер-бункеровщик проекта 650              | 203     | «Балчик»     | с 13.09.1993    | в строю   |                            |
| танкер-бункеровщик проекта 650              | 303     | «Акин»       | с 18.05.1999    | в строю   |                            |
| противопожарный корабль проекта 250         | 224     | «Ахелой»     | с 02.05.1996    | в строю   |                            |
| спасательный корабль                        | 224     | «Протео»     | с 09.06.2004    | в строю   | бывший «Протео» (А 5310)   |
| буксир                                      | 211     | нет          |                 | в строю   |                            |
| буксир                                      | 410     | нет          |                 | в строю   |                            |

## Флаги кораблей и судов
| Кормовой флаг | Гюйс | Вымпел боевых кораблей | Флаг береговой охраны |
| ------------- | ---- | ---------------------- | --------------------- |
|               |      |                        |                       |

### Флаги должностных лиц
| Флаг командующего ВМС |
| --------------------- |
|                       |

## Знаки различия

### Адмиралы и офицеры
| Категории               | Адмиралы      | Адмиралы    | Адмиралы      | Адмиралы         | Старшие офицеры    | Старшие офицеры    | Старшие офицеры    | Младшие офицеры   | Младшие офицеры   | Младшие офицеры | Младшие офицеры   |
| ----------------------- | ------------- | ----------- | ------------- | ---------------- | ------------------ | ------------------ | ------------------ | ----------------- | ----------------- | --------------- | ----------------- |
|                         |               |             |               |                  |                    |                    |                    |                   |                   |                 |                   |
| Болгарское звание       | адмирал       | вицеадмирал | контраадмирал | флотилен адмирал | капитан 1-ви ранг  | кап 2-ри ранг      | кап 3-ти ранг      | кап. лейт.        | ст. лейт          | лейтенант       | мл. лейт          |
| Российское соответствие | Адмирал флота | Адмирал     | Вице-адмирал  | Контр-адмирал    | Капитан 1-го ранга | Капитан 2-го ранга | Капитан 3-го ранга | Капитан-лейтенант | Старший лейтенант | Лейтенант       | Младший лейтенант |

### Сержанты и матросы
| Категории               | Подофицеры         | Подофицеры | Сержанты и старшины | Сержанты и старшины  | Сержанты и старшины  | Матросы        | Матросы |
| ----------------------- | ------------------ | ---------- | ------------------- | -------------------- | -------------------- | -------------- | ------- |
|                         |                    |            |                     |                      |                      |                |         |
| Болгарское звание       | офицерски кандидат | мичман     | главен старшина     | старшина 1-ва степен | старшина 2-ра степен | старши матрос  | матрос  |
| Российское соответствие | Старший мичман     | Мичман     | Главный старшина    | Старшина 1-й статьи  | Старшина 2-й статьи  | Старший матрос | Матрос  |